# Alfonso V. Amarante
Alfonso Vincenzo Amarante CSsR (* 26. Dezember 1970 in Pagani, Kampanien, Italien) ist ein italienischer römisch-katholischer Ordensgeistlicher und Moraltheologe. Seit 2023 ist er Titularerzbischof und Rektor der Päpstlichen Lateranuniversität.

## Leben
Alfonso Amarante trat in die Kongregation des Heiligsten Erlösers (Redemptoristen) in Neapel ein, legte am 29. September 1993 die einfachen und am 29. September 1996 die ewigen Gelübde ab. Am 21. Juni 1997 empfing er die Priesterweihe. Nachdem er 1996 an der Päpstlichen Theologischen Fakultät von Süditalien das Baccalaureat in Theologie erworben hatte, erwarb er 1999 an der Päpstlichen Universität Gregoriana in Rom das Lizentiat in Kirchengeschichte. 2002 wurde er an der Gregoriana in Theologie promoviert. Sein Curriculum studiorum in Moraltheologie vervollständigte er an der Alfonsiana.
Er war Verwalter und stellvertretender Ausbilder der Studenten der Ordensprovinz der Redemptoristen in Süditalien (2000–2002); seit 2003 Gastprofessor an der Alfonsiana, seit 2017 dort Ordinarius; Direktor des Kollegs S. Alphonsus Major in Rom für Priesterstudenten der Redemptoristen (2002–2007); Verantwortlicher für die redemptoristische Jugendpastoral der Provinz der Redemptoristenmissionare Süditaliens (2008–2011); Dozent an der Päpstlichen Theologischen Fakultät Süditaliens in Neapel und an der Päpstlichen Universität Urbaniana (2008–2016); Mitglied des Rates der Provinz der Redemptoristen Süditaliens (2011–2014); Vizepräsident der Alfonsiana (2013–2018) sowie Mitglied und Schatzmeister der Italienischen Vereinigung der Professoren für Kirchengeschichte (2017–2023).
Seit 2002 war er Vizepräsident der Vereinigung Editiones Academiae Alfonsianae – Edacalf und seit 2011 Berater im Dikasterium für die Selig- und Heiligsprechungsprozesse sowie seit 2014 Chefredakteur und Mitglied des wissenschaftlichen Ausschusses der Zeitschrift Spicilegium Historicum CSR.
Seit 2017 war Alfonso Amarante Professor für Moraltheologie an der Päpstlichen Lateranuniversität. Seit war er 2018 Dekan der Päpstlichen Akademie Alfonsiana und Sekretär der Konferenz der Rektoren der römisch-päpstlichen Universitäten und Institutionen.  Seit 2019 war er Visitor der Agentur des Heiligen Stuhls für die Bewertung und Förderung der Qualität der Universitäten und kirchlichen Fakultäten.
Am 1. August 2023 ernannte Papst Franziskus Alfonso V. Amarante zum Rektor der Lateranuniversität. Er ist Nachfolger des Völkerrechtlers Vincenzo Buonomo, der erster Laie im Rektorenamt an der Lateranuniversität war. Papst Franziskus ernannte ihn gleichzeitig zum Titularerzbischof pro hac vice von Sorres. Der Erzbischof von Newark, Joseph William Kardinal Tobin, spendete ihm am 6. Oktober desselben Jahres in der Lateranbasilika die Bischofsweihe.